# Sabella fullo
Sabella fullo är en ringmaskart som beskrevs av Grube 1878. Sabella fullo ingår i släktet Sabella och familjen Sabellidae. Inga underarter finns listade i Catalogue of Life.